# Xenesthis
Xenesthis là một chi nhện trong họ Theraphosidae.

## Các loài
Chi này gồm các loài:
- Xenesthis immanis (Ausserer, 1875)
- Xenesthis intermedia Schiapelli & Gerschman, 1945
- Xenesthis monstrosa Pocock, 1903